# ألعاب الدول الصغيرة الأوروبية 2005
عقدت ألعاب الدول الصغيرة الأوروبية 2005 في جمهورية أندورا في الفترة من 30 مايو إلى 4 يونيو.

## الرياضات
- ألعاب القوى.
- كرة السلة.
- ركوب الدراجات.
- الجودو.
- الرماية.
- السباحة.
- تنس الطاولة.
- التنس.
- كرة الطائرة.

## جدول الميداليات
الجدول التالي يوضح أسماء الدول وعدد الميداليات التي حصلت عليها كل دولة:
| الترتيب | منتخب      | ذهبية | فضية | برونزية | المجموع |
| ------- | ---------- | ----- | ---- | ------- | ------- |
| 1       | قبرص       | 39    | 28   | 24      | 91      |
| 2       | أيسلندا    | 26    | 23   | 27      | 76      |
| 3       | لوكسمبورغ  | 18    | 21   | 23      | 62      |
| 4       | موناكو     | 11    | 8    | 18      | 37      |
| 5       | أندورا     | 8     | 14   | 9       | 31      |
| 6       | مالطا      | 7     | 13   | 18      | 38      |
| 7       | سان مارينو | 6     | 9    | 7       | 22      |
| 8       | ليختنشتاين | 5     | 5    | 3       | 13      |

## تميمه دورة الألعاب
كانت التميمة على شكل بومة بيضاء ترتدي نظارات وقد تم تصميم الشكل قبل طالب أحد طلاب أندورا.